# Erugissa pachitea
Erugissa pachitea is een halfvleugelig insect uit de familie Epipygidae. De wetenschappelijke naam van deze soort is voor het eerst geldig gepubliceerd in 2001 door Hamilton.